# Agenni Úrbic
Agenni Úrbic (llatí: Agennius Urbicus o Aggenus Urbicus) va ser un agrimensor i escriptor romà que probablement va viure a la darrera part del segle iv segons es pot establir per algunes expressions que utilitza. És possible que fos de religió cristiana.
Hom li atribueix les obres següents, que només es conserven de manera fragmentària: 
- Aggeni Urbici in Julium Frontinum Commentarius, un comentari sobre l'obra De Agrorum Qualitate de Sext Juli Frontí
- In Julium Frontinum Commentariorum Liber secundus qui Diazographus dicitur
- Commentariorum de Controversiis Agrorum Pars prior et altera.

Aquesta darrera obra, segons Niebuhr, hauria estat escrita per Frontí i en temps de Domicià, car l'autor parla del praestantissimus Domitianus (admirabilíssim Domicià), una expressió que ningú hauria fet servir després de la mort d'aquest emperador.